# Лекозеро
Лекозеро (Лех-Озеро) — озеро в северо-западной части Ловозерского района Мурманской области России. Относится к бассейну Вороньи.
Площадь озера — 3,68 км². Наибольшая глубина — 4 м, средняя — 1,5 м. Объём воды в озере — 0,0054 км³.
Лекозеро находится на высоте 180 м над уровнем моря, между реками Рассйок (впадает на юго-западе) и Лимтайок (вытекает на востоке). Озеро округлой формы, на востоке берега сильно изрезаны полуостровами. Есть несколько островов.

## Данные водного реестра
По данным государственного водного реестра России относится к Баренцево-Беломорскому бассейновому округу, водохозяйственный участок реки — Воронья от истока до гидроузла Серебрянское 1, включая озеро Ловозеро. Речной бассейн реки — бассейны рек Кольского полуострова, впадает в Баренцево море.
Код объекта в государственном водном реестре — 02010000711101000003821.